# ABC Hornet
Der ABC Hornet war ein Vierzylinderflugzeugmotor mit einer Nennleistung von 82 PS (60 kW), der von dem britischen Ingenieur Granville Bradshaw Ende der 1920er-Jahre für den Einsatz in Kleinflugzeugen entwickelt wurde. Der Hornet war im Prinzip ein doppelter Scorpion und wurde von A.B.C. Motors gebaut. Sein Erstlauf fand 1929 statt.
Im Jahr 1931 wurde der Motor überarbeitet. Unter anderem wurden Kurbelgehäuse, Auslassventile und Kolben aus der Aluminiumlegierung Hiduminium gefertigt.

## Verwendung
- Airship Development AD1
- Civilian Coupe
- Robinson Redwing
- Southern Martlet
- Westland Widgeon